# Oblężenie Brześcia Kujawskiego
Oblężenie Brześcia Kujawskiego – trwające od 9 do 20 kwietnia 1332 roku oblężenie Brześcia Kujawskiego podczas wojny polsko-krzyżackiej (1327–1332). Zakończyło się zdobyciem miasta i grodu przez wojska krzyżackie.

## Geneza oblężenie
Na początku 1332 roku z inicjatywy Krzyżaków podjęto rozmowy ze stroną polską. W ich wyniku nie został zawarty żaden rozejm – uzgodniono jedynie wymianę jeńców wziętych rok wcześniej do niewoli w czasie bitwy pod Płowcami. Wkrótce po zakończeniu rozmów zakon zorganizował kolejną kampanię wojenną, której celem było opanowanie Kujaw. Zdobycie prowincji miało dać zakonowi decydującą pozycję negocjacyjną, zmuszając króla Polski do uznania zaboru Pomorza w zamian za jej zwrot. W tym celu Krzyżacy zgromadzili bardzo liczną armię, mogącą liczyć 10 000 zbrojnych, pod dowództwem komtura krajowego Ottona von Lauterberga, któremu towarzyszył wielki marszałek Dietrich von Altenburg, a także: komtur toruński Markward von Sparrenberg, komtur dobrzyński Jan oraz komturzy Nieszawy, Gdańska i Świecia. Armia złożona była z rycerstwa chełmińskiego, pomorskiego, a także posiłków czeskich i zaciężnych Niemców, których prowadzili Poppo von Kökeritz i Otto von Bergow.

## Przebieg oblężenia
9 kwietnia 1332 roku wojska krzyżackie dotarły do Brześcia Kujawskiego, głównej twierdzy kujawskiej. Miasto i gród miało fortyfikacje w postaci drewniano-ziemnych wałów. Obroną dowodził wojewoda brzeski Wojciech z Kościelca. Chcąc zyskać na czasie, zaproponował Krzyżakom rozejm, na który ci się nie zgodzili.
Wojska oblężnicze otoczyły miasto własnymi ziemnymi szańcami i rowem, po czym przystąpiły do regularnego oblężenia. 17 kwietnia oblegający rozpoczęli zmasowany ostrzał przy pomocy dwóch machin oblężniczych miotających kamienne pociski, zapalone łuczywa i naczynia ze smołą. W czasie oblężenie zniszczeniu uległ znajdujący się na przedmieściu bądź blisko miasta kościół pod wezwaniem Świętego Mikołaja. Na miasto spadało też tak wiele bełtów, że obrońcom wydawało się, iż to deszcz pada. Ostrzał był kontynuowany przez kolejne trzy dni. W wieczór wielkanocny, 19 kwietnia, oblegający podciągnęli pod umocnienia taran, który przez całą noc tworzył w wale wyłom. Wczesnym rankiem w Poniedziałek Wielkanocny (20 kwietnia) Krzyżacy ruszyli do generalnego szturmu przez powstałą w wale wyrwę. Dodatkowo atak ułatwiła również część mieszczan, skłonna do paktowania z zakonem. Dowodzący polską obroną Wojciech z Kościelca zdołał w porę zbiec, reszta obrońców została zabita.
W trakcie oblężenia wojska polskie próbowały pomóc obrońcom. W tym celu wojewoda poznański Wincenty z Szamotuł wysłał do Brześcia mały, 60-osobowy oddział, lecz nie był on w stanie przerwać blokady miasta i został zmuszony od odwrotu. Inne oddziały zmobilizowane w Wielkopolsce nie zdążyły dotrzeć do miasta przed jego zdobyciem.

## Skutki oblężenia
Po odniesionym zwycięstwie Otto von Lauterberg pozostawił miasto z własną załogą i ruszył z całym wojskiem na Inowrocław. Na skutek krzyżackiego bombardowania,  upadku morale polskich mieszkańców, obawiających się wymordowania w przypadku udanego szturmu oraz współdziałanie niemieckich mieszkańców zmusił miasto do kapitulacji 26 kwietnia 1332 roku. Upadek głównych grodów Kujaw oraz kolejna wyprawa Krzyżaków, podjęta w lipcu 1332 roku, doprowadziły do przejęcia kontroli nad cała prowincją przez Zakon.